# Viola Carofalo
Viola Carofalo (Napoli, 30 giugno 1980) è una politica e saggista italiana, portavoce nazionale di Potere al Popolo! fino al 2021.

## Biografia

### Attività accademica
Ha conseguito un dottorato in filosofia moderna e contemporanea nel 2008 all'Università degli Studi di Napoli Federico II con una tesi intitolata Il ritorno del mito nella riflessione politica del Novecento. Nel 2012 consegue un altro dottorato di ricerca in filosofia e politica presso l'Università degli Studi di Napoli "L'Orientale" con una tesi dal titolo La costruzione dell’identità nell’opera di Frantz Fanon.
Il suo impegno accademico è rivolto principalmente verso la filosofia e la politica, ma anche su temi di etica come la bioetica. In particolare ha lavorato sul mito politico nel pensiero di Ernst Cassirer e Roland Barthes, e su Frantz Fanon, su cui ha pubblicato una monografia nel 2013.
Ha lavorato anche sulla poetica di Bertolt Brecht e su temi come il riconoscimento e l'interculturalità.
Dopo essere stata assegnista di ricerca sempre all'Università L'Orientale di Napoli, da luglio 2018 è docente e ricercatrice presso il Dipartimento di Scienze Umane e Sociali della stessa università.

### Attività politica
Attivista di lungo corso presso il centro sociale "Je so' pazzo" di Napoli, è entrata in politica al momento della costituzione della lista Potere al Popolo!, formatasi per le elezioni politiche del 2018.
All'assemblea nazionale del 17 dicembre 2017 viene scelta come portavoce e successivamente indicata ufficialmente come capo politico del movimento il 6 gennaio 2018.
Il 12 gennaio 2019, dopo una votazione degli iscritti, viene nominata portavoce nazionale del movimento assieme a Giorgio Cremaschi.
L'8 maggio 2021, in vista delle elezioni per la scelta dei nuovi portavoce di Potere al Popolo!, annuncia di non volersi ricandidare. Al suo posto vengono eletti Giuliano Granato e Marta Collot. Contestualmente si candida nel coordinamento nazionale del partito, venendo eletta.
Nel 2024 viene riconfermata al coordinamento nazionale.

## Pubblicazioni
- Viola Carofalo, Un pensiero dannato: Frantz Fanon e la politica del riconoscimento, Milano/Udine, Mimesis, 2013, ISBN 978-88-575-1959-3, SBN CFI0823577.
- Viola Carofalo (a cura di), Le due città: metropoli e identità mutanti, Napoli, Università degli studi di Napoli "L'Orientale", 2015, ISBN 978-88-6719-102-4, SBN NAP0758887.
- Viola Carofalo, Frantz Fanon: dalla liberazione dei popoli alla liberazione dell'uomo, Milano, Hachette, 2016, SBN MIL0919209.
- Viola Carofalo, Dai più lontani margini: J. M. Coetzee e la scrittura dell'altro, Milano, Mimesis, 2016, ISBN 978-88-575-3624-8, SBN RT10068108.
- Viola Carofalo, Pensare in tempo di sventura. Saggio sulla filosofia di Simone Weil, Napoli-Salerno, Orthotes, 2021, ISBN 978-88-9314-294-6.